# Aijinio de Vasconia
Aijinio o Aeghinius (del germánico, Haegen ). Duque de Vasconia (626-638), sucesor de Genial.
Noble de origen sajón, entre los sajones establecidos en el estuario de Burdeos o Normandía. Se le menciona como duque sajón en documento del 626.
Fue nombrado por los francos para gobernar el Ducado de Vasconia-Aquitania.
Acusó al obispo Palladio y a su propio hijo Seno, obispo de Elusa de luchar a favor de los vascones. Él tomó represalias contra las intrigas de los obispos Palladio y Sidoco de Easo, a los que envió al exilio por incitar rebeliones vascas, e incluso la ejecución de uno de los consejeros reales de Cariberto II en Clichy.
Aprovechando la división entre los pueblos francos y que Aquitania se había vuelto un reino independiente, los vascones se levantaron contra Aijinio. La respuesta del rey franco Cariberto I fue integrar en contra de la voluntad de estos al Ducado Vasconia-Aquitania en el reino de Tolosa (628).
En 635, él tomó parte en la gran campaña que los francos mantuvieron contra los vascos, la cual trajo a diez duques Borgoñones al mando de diez compañías. A pesar del fiasco de Soule (Zuberoa), Aijinio fue restablecido en su cargo. Él fue considerado por los vascos como su duque en 636, cuando dirigió la delegación de cabecillas vascos (seniores) que se presentó en Clichy para concluir acuerdos de paz ante Dagoberto I. Si bien es sabido que no era de origen vasco, no se sabe si fue un jefe militar oportunista reconocido por los francos o como elemento neutral entre los vascos, como amortiguador o árbitro entre francos y vascos. Cuando tomó parte por los vascos, parece haber perdido el favor o aprobación de los francos finalmente.
Con la expulsión de Aijinio, Amando de Vasconia fue nombrado el siguiente duque.